# Menhir de Chotouň
Le menhir de Chotouň est un mégalithe situé près de la commune de Jílové u Prahy, en République tchèque.

## Situation
Le menhir se situe dans le village de Chotouň (cs), à environ un kilomètre et demi à l'est-nord-est de Jílové u Prahy ; il se dresse à proximité de la route 1052 qui relie Jílové u Prahy au village de Pohoří.
À quelques centaines de mètres au sud-sud-ouest se trouve un autre menhir.

## Description
La pierre mesure 2,50 cm de hauteur et pèse six tonnes.